# Sitia

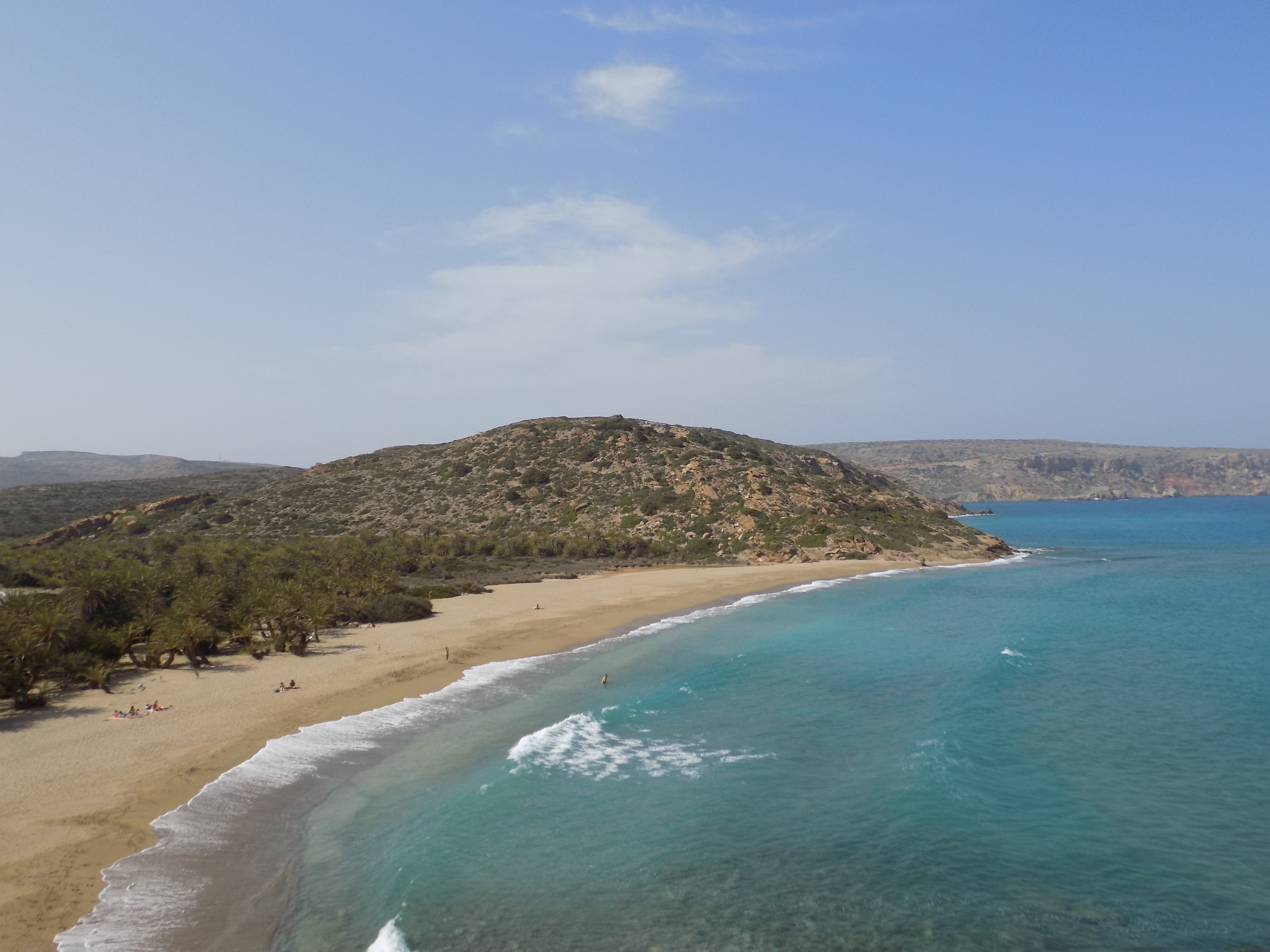
Plaża Vai w Sitii.

Sitia (gr. Σητεία) – miejscowość w Grecji, na północno-wschodnim wybrzeżu Krety, nad Morzem Egejskim, w administracji zdecentralizowanej Kreta, w regionie Kreta, w jednostce regionalnej Lasiti. Siedziba gminy Sitia. W 2011 roku liczyła 9348 mieszkańców.
Sitia leży na wschód od Ajos Nikolaos oraz na północny wschód od Jerapetry. W miejscowości kończy się europejska trasa E75 zaczynająca się w norweskim Vardø. Miejscowość rozpoczęła działalność turystyczną w latach 80. XX wieku, kiedy rodzina Poole rozpoczęła tam wynajem sprzętu windsurfingowego.

## Historia
Pierwsze ślady osadnictwa w okolicach Sitii pochodzą z czasów minojskich. Najstarsze znaleziska są datowane na XXX wiek p.n.e., jednak większość z nich to datowane na lata 3000-1050 p.n.e. relikty epoki brązu.

### Czasy weneckie
Za czasów weneckich Sitia została ufortyfikowana, a Wenecjanie stworzyli tu jedną ze swoich baz we wschodniej części Morza Śródziemnego. W czasie weneckiej okupacji miejscowość była zniszczona trzykrotnie: pierwszy raz w 1508 roku w wyniku trzęsienia ziemi, drugi raz w 1538 roku po ataku piratów na miasto, a po raz ostatni w 1561 roku przez samych Wenecjan, aby miasto nie zostało zdobyte przez Turków.

### Czasy współczesne

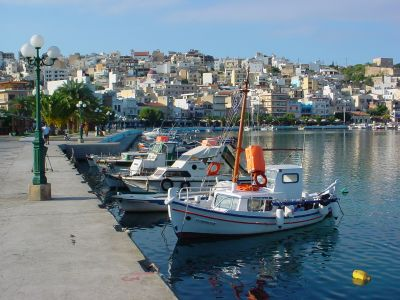
Port w Sitii

Po zniszczeniu przez Wenecjan miejscowość była opuszczona przez dwa wieki. Ponowne zaludnianie rozpoczęło się w 1869 roku, kiedy miejscowi chłopi zaczęli powracać do miejscowości. Obecnie główną pozostałością po czasach weneckich jest Kazarma, stara forteca znajdująca się nad głównym portem.

## Znane osoby
- Myzon z Chen (stgr. Μύσων ὁ Χηνεύς; VI w. p.n.e.) – grecki myśliciel, zaliczany przez Platona do siedmiu mędrców starożytnej Grecji.[2]
- Jorgos Mazonakis (gr. Γιώργος Μαζωνάκης; ur. 4 marca 1972 roku w Nikiei) – grecki piosenkarz.
- Terpsichori Chrisulaki-Wlachu - operatorka radiowa pracująca dla greckiego ruchu oporu podczas II wojny światowej. Została ujęta i zamordowana przez niemieckich nazistów.